# 僕達はまだその星の校則を知らない
『僕達はまだその星の校則を知らない』（ぼくたちはまだそのほしのこうそくをしらない）は、2025年7月14日から関西テレビ制作・フジテレビ系列の「月曜22時枠」にて放送中のテレビドラマ。主演は磯村勇斗。

## あらすじ
久留島法律事務所に勤務する臆病な弁護士。この弁護士は少子化により男子校と女子校が併合した私立高校に週に3回派遣されることになったがこの弁護士は学生時代にいじめられたことから学校が嫌いであった。だがそんな過去を背負いながらも派遣先の高校のトラブルなどに弁護士として必死に向き合う学園ドラマ。

## キャスト

### 主要人物
白鳥健治（しらとり けんじ）〈32〉
演 - 磯村勇斗（幼少期：田村奏多）
久留島法律事務所 弁護士。事務所の所長によって「濱ソラリス高校」にスクールロイヤーとして週3日派遣される事になる。祖母・可乃子と2人暮らし。
幸田珠々（こうだ すず）〈27〉
演 - 堀田真由
合併前の男子校「濱浦工業高校」の元教師で「濱ソラリス高校」3年桜組の担任教師。担当教科は現代文で、宮沢賢治の大ファン。健治のサポート役を任された。
尾碕美佐雄（おざき みさお）〈51〉
演 - 稲垣吾郎
濱ソラリス高校を運営する「学校法人・濱学院」の理事長。少子化によって、男子校「濱浦工業高校」と女子校「濱百合女学院」を合併することを提案。

### 濱ソラリス高校

#### 教職員
山田美郷（やまだ みさと）
演 - 平岩紙
3年梅組担任。生活指導。「濱百合女学院」の元教師。
巌谷光三郎（いわや こうざぶろう）
演 - 淵上泰史
3年葵組担任で学年主任。「濱百合女学院」の元教師。
黒岩 宗政（くろいわ むねまさ）
演 - 篠原篤
2年桜組担任。体育教師。「濱浦工業高校」の元教師。
菊池沙良（きくち さら）
演 - 西野恵未
養護教諭。
永井玄也（ながい げんや）
演 - 根岸拓哉
パソコン部顧問の化学教師。
ジョン・コリンズ
演 - チャド・マレーン
英語教師。職員室のムードメーカーのような存在。
小島敏夫（こじま としお）
演 - 諏訪雅
警備員。
三宅夕子（みやけ ゆうこ）
演 - 坂井真紀
副校長。「濱百合女学院」の元校長。
井原久（いはら ひさし）
演 - 尾美としのり
校長。「濱浦工業高校」の元校長。

#### 生徒
鷹野良則（たかの よしのり）
演 - 日高由起刀
3年葵組。柔道部所属の生徒会長。
斎藤瑞穂（さいとう みずほ）
演 - 南琴奈
3年梅組。弓道部所属の生徒会副会長。
藤村省吾（ふじむら しょうご）
演 - 日向亘
3年桜組。サッカー部副キャプテン。麻里佳に一目ぼれして付き合うこととなる。
北原かえで（きたはら かえで）
演 - 中野有紗
3年葵組。放送部所属の生徒会・議長団議長。
江見芽衣（えみ めい）
演 - 月島琉衣
1年梅組。保育ルームを運営する母親と同様に、自身も保育士を目指す。実は、天文台に憧れた過去があり、入学したときはすでに天文部が廃部となり、失望してしまった。
三木美月（みき みつき）
演 - 近藤華
2年桜組。美術部所属。
内田圭人（うちだ けいと）
演 - 越山敬達
2年桜組。生物科学部所属。ナミテントウの研究で中学生の時に賞を受賞しており、「むし田くん」というあだ名で呼ばれていた。
堀麻里佳（ほり まりか）
演 - 菊地姫奈
3年桜組。バレー部所属。省吾と付き合う。ともに暮らす祖母を介護する母を手伝う。
高瀬佑介（たかせ ゆうすけ）
演 - のせりん
3年桜組。合併前の男子校では天文部所属。
島田聖菜（しまだ せいな）
演 - 北里琉
2年桜組。合併後の教室になじめず、1、2週間で保健室登校となるが、とある教師に恋心を抱くようになる。
有島ルカ（ありしま ルカ）
演 - 栄莉弥
3年葵組。バスケ部所属だったが、勉強のために2年で早期退部する。生徒会・議長団副議長。

### 久留島法律事務所
健治が勤める法律事務所。
久留島かおる（くるしま かおる）
演 - 市川実和子
所長。
緒川萌（おがわ はじめ）
演 - 許豊凡（INI）
健治の先輩。中国出身。

### 健治の関係者
広津可乃子（ひろつ かのこ）
演 - 木野花
健治の祖母。健治の一番の理解者。
白鳥誠司（しらとり せいじ）
演 - 光石研
健治の父親。公立中学校の校長。健治のことが理解できず疎遠となっている。

### ゲスト

#### 第1話
白鳥芙美
演 - 村川絵梨（第3話・第5話）
健治の母。
辻琴音
演 - 外原寧々（第2話 - 第4話・第6話）

五木真琴
演 - 金谷みひろ（第3話 - 第5話）

八雲郁美
演 - 川口真奈（第3話 - 第5話）

三島有希
演 - 阪上はづき（第5話）

国木田奨
演 - 橋本和太琉（第2話・第6話）
3年桜組生徒。
寺田理人
演 - 富樫庵（第2話・第6話）
3年桜組生徒。
吉田修、鴨居ユキ
演 - 笹本旭（第2話・第5話）、畠中一花（第2話・第5話）
幼い白鳥健治をいじめる小学校のクラスメイト。
白鳥健治の祖父
演 - 市川兵衛（第3話・第5話）
広津可乃子の夫。故人。

#### 第2話
藤村太一
演 - 足立智充
3年桜組の省吾の父。息子がいじめにあったのは本当か？、と学校に問い合わせてくる。
井上孝也
演 - 山田健人（第1話・第4話 - 第6話）
藤村省吾とつかみ合いの喧嘩になる3年葵組の生徒。3年桜組の堀麻里佳の新しい交際相手。
堀麻里佳の祖母
演 - 栗山千栄
認知症で徘徊癖がある。
藤村瑠衣
演 - 安藤セナ
省吾の妹。
店員
演 - 池内祥人
白鳥と幸田が入った中華料理店の店員。

#### 第3話
白鳥由奈
演 - 野村麻純（幼少期：千原ゆら、第1話・第5話）
健治の姉。父・誠司と暮らしている。
阿川啓二
演 - 林優大

芥川将司
演 - 松藤史恩
生物科学部に所属する生徒。内田圭人から写真を送ってもらい喜ぶ。

柳川
演 - 西浦心乃助
白鳥誠司の中学の生徒。学校で盗撮した動画をネットで販売していた。
馬場ひろみ
演 - 長田涼子
白鳥誠司の中学の教師。
柳川の両親
演 - 高久慶太郎、大浦理美恵
息子の盗撮を穏便に済ませてほしい、と誠司らに懇願する。
エドガー
演 - 花音
尾碕理事長が飼っているボルゾイ。

#### 第4話
長谷川
演 - 田村健太郎
学校法人・濱学院の顧問弁護士。
樋口優菜
演 - 星乃あんな
江見芽衣の隣の席の1年梅組生徒。
生徒
演 - 川口莉奈、
流失した成績表/学習評価メモのスクリーンショットを撮っていた。
生徒
演 - 梅乃唯歌
流失した成績表/学習評価メモを親に送っていた。
ナレーション
声 - 道岡桃子
三宅副校長が妄想する、1年梅組の個人情報漏洩問題を報じる「NEWS FACT」の番組ナレーション。
江見果歩
演 - 安藤玉恵
芽衣の母。自宅で「えみ保育ルーム」を営んでいる。シングルマザー。

#### 第5話
山崎
演 - 中島妙子
白鳥健治が小学生の頃の担任教師。
弁護士
演 - 児島功一
久留島かおるの「フィデリア法律事務所」勤務時代の先輩。

#### 第6話
吉見倫子
演 - 藤田悠未
スクールカウンセラー。
直木
演 - 野口聖古
22年前、尾碕美佐雄と白鳥誠司が教員だった頃の同僚。
有島雪乃、有島セイラ
演 - 市原茉莉、照井野々花
3年葵組のルカの継母と妹。
校長、教頭
演 - 岸田真弥、荒木誠
22年前、尾碕と誠司が教員だった頃の学校の校長と教頭。健治が通っている小学校の教師と生徒を訴えようとしたことで誠司を呼び出す。
有島一彦
演 - 池内万作（第5話）
ルカの父親。大病院に勤める医師。三者面談で学校を訪れる。実は子どもに教育虐待をしている。

## スタッフ
- 脚本 - 大森美香[1]
- 音楽 - Benjamin Bedoussac[1]
- 主題歌 - ヨルシカ「修羅」（Polydor Records）[39]
- 監督 - 山口健人、高橋名月、稲留武[1]
- プロデューサー - 岡光寛子（関西テレビ）、白石裕菜（ホリプロ）[1]
- 制作協力 - ホリプロ[1]
- 制作著作 - 関西テレビ[1]

## 放送日程
| 話数                                                                     | 放送日  | サブタイトル           | 監督     | 視聴率 |
| ------------------------------------------------------------------------ | ------- | ---------------------- | -------- | ------ |
| Episode 1                                                                | 7月14日 | 制服裁判               | 山口健人 | 4.6％  |
| Episode 2                                                                | 7月21日 | 失恋はいじめか?        | 山口健人 |        |
| Episode 3                                                                | 7月28日 | 盗撮と隠し撮りのあいだ | 高橋名月 |        |
| Episode 4                                                                | 8月04日 | 個人情報流出トラブル   | 高橋名月 |        |
| Episode 5                                                                | 8月11日 | はじめての夏休み       | 山口健人 |        |
| Episode 6                                                                | 8月18日 | カンニングと教育虐待   | 山口健人 |        |
| 平均視聴率 %（視聴率はビデオリサーチ調べ、関東地区・世帯・リアルタイム） |         |                        |          |        |

- 初回は22時 - 23時9分の15分拡大放送。